# Dzianis Kouba
Dzianis Jurjewicz Kouba, biał. Дзяніс Юр'евіч Коўба, ros. Денис Юрьевич Ковба, Dienis Jurjewicz Kowba (ur. 6 września 1976 w Witebsku, zm. 18 listopada 2021 w Moskwie) – białoruski piłkarz, grający na pozycji pomocnika, reprezentant Białorusi.

## Życiorys
Urodził się 6 września 1976 w Witebsku (wówczas Białoruska Socjalistyczna Republika Radziecka) jako syn Białorusinki, Ukraińca.

### Kariera klubowa
Wychowanek klubu Lakamatyu Witebsk, w barwach którego w 1996 rozpoczął karierę piłkarską. W 1998 z polecenia ojca został piłkarzem ukraińskiej Zirki Kirowohrad. W końcu czerwca 2000 podpisał 2-letni kontrakt z Kryljami Sowietow Samara, ale współpraca z samarskim klubem trwała aż do końca 2011. 29 lipca 2009 przeszedł do czeskiej Sparty Praga. 10 czerwca 2010 powrócił do Krylji Sowietow. 20 grudnia 2011 wygasł kontrakt z samarskim klubem, a na początku lutego 2012 podpisał nowy kontrakt z ukraińskim FK Ołeksandrija. 5 września 2012 przeszedł do FK Chimki, w którym w końcu 2012 zakończył karierę piłkarską.

### Kariera reprezentacyjna
W latach 2002–2007 występował w reprezentacji Białorusi. Łącznie rozegrał 36 meczów i strzelił 2 bramki.

## Sukcesy i odznaczenia

### Sukcesy klubowe
- brązowy medalista Mistrzostw Rosji: 2004
- mistrz Czech: 2009
- finalista Pucharu Rosji: 2004